# جون فيكتور
جون فيكتور (بالإنجليزية: John Victor)‏ هو منافس ألعاب قوى جنوب أفريقي، ولد في 15 أبريل 1892 في براندفورت ‏ في جنوب أفريقيا، وتوفي في 22 سبتمبر 1935.

## وصلات خارجية
- جون فيكتور على موقع أوليمبيديا (الإنجليزية)